# Старое Алпарово
Ста́рое Алпа́рово (тат. Иске Алпар) — село в Алькеевском районе Республики Татарстан, административный центр Староалпаровского сельского поселения.

## История
В «Списке населенных мест по сведениям 1859 года», изданном в 1866 году, населённый пункт упомянут как казённая деревня Старое Алпарово 2-го стана Спасского уезда Казанской губернии. Располагалась при реке Малом Черемшане, по правую сторону просёлочного тракта в село Билярск, в 56 верстах от уездного города Спасска и в 15 верстах от становой квартиры в казённой деревне Матаки Базарные). В деревне в 108 дворах жили 790 человек (389 мужчин и 401 женщина). Была мечеть.

## Население
Динамика
По данным переписей, население села увеличивалось с 202 душ мужского пола в 1782 году до 2672 человек в 1920 году. В последующие годы численность населения села уменьшалась и в 2015 году составила 349 человек.
Национальный состав
Согласно результатам переписи 2002 года, в национальной структуре населения села татары составляли 100% из 440 человек.